# Montech

Montech este o comună în departamentul Tarn-et-Garonne din sudul Franței. În 2009 avea o populație de 5.458 de locuitori.

## Evoluția populației
| An        | 1975  | 1982  | 1990  | 1999  | 2006  | 2009  |
| --------- | ----- | ----- | ----- | ----- | ----- | ----- |
| Populație | 2.596 | 2.775 | 3.091 | 3.491 | 4.863 | 5.458 |

## Monumente

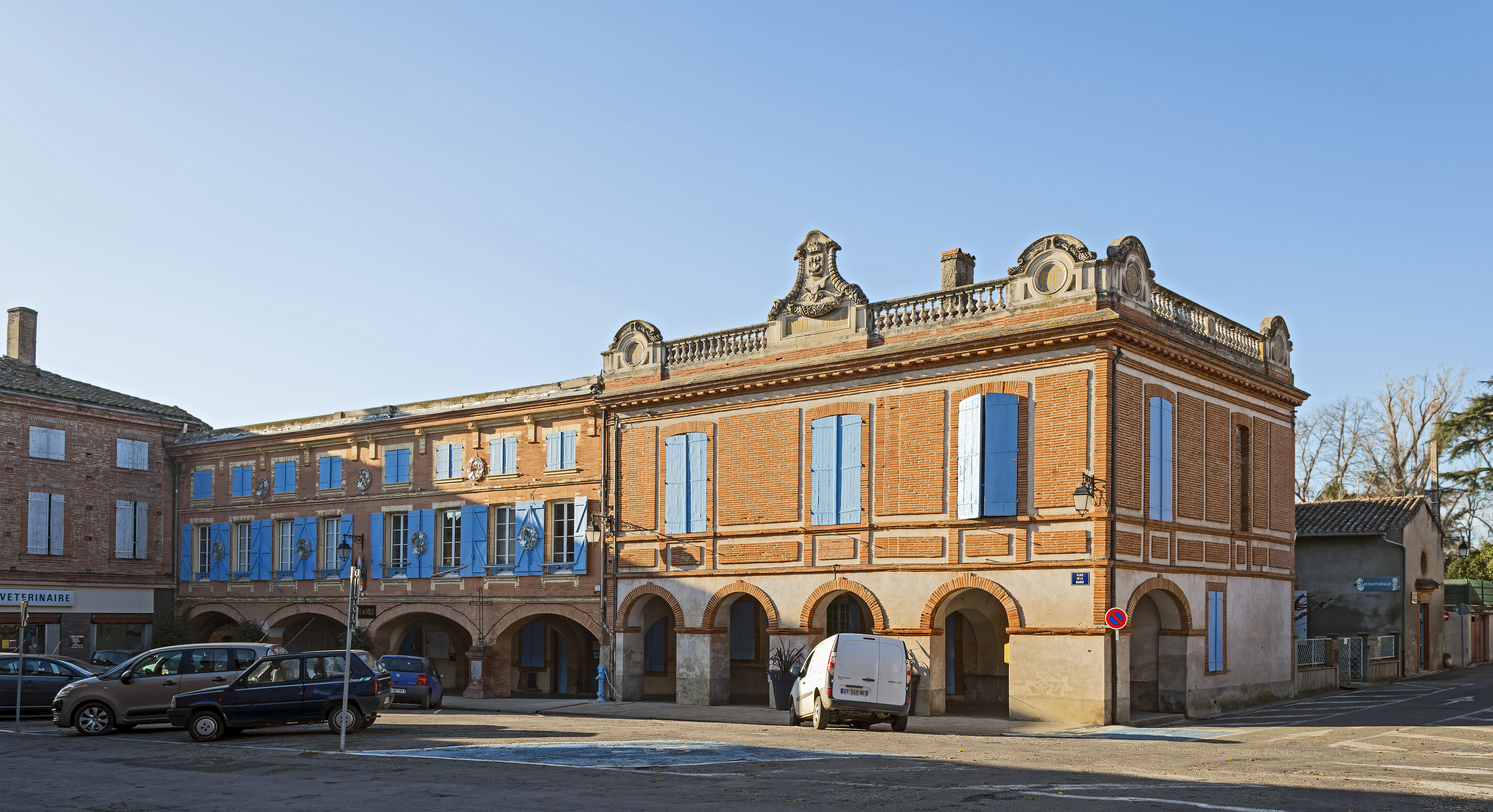
Primărie
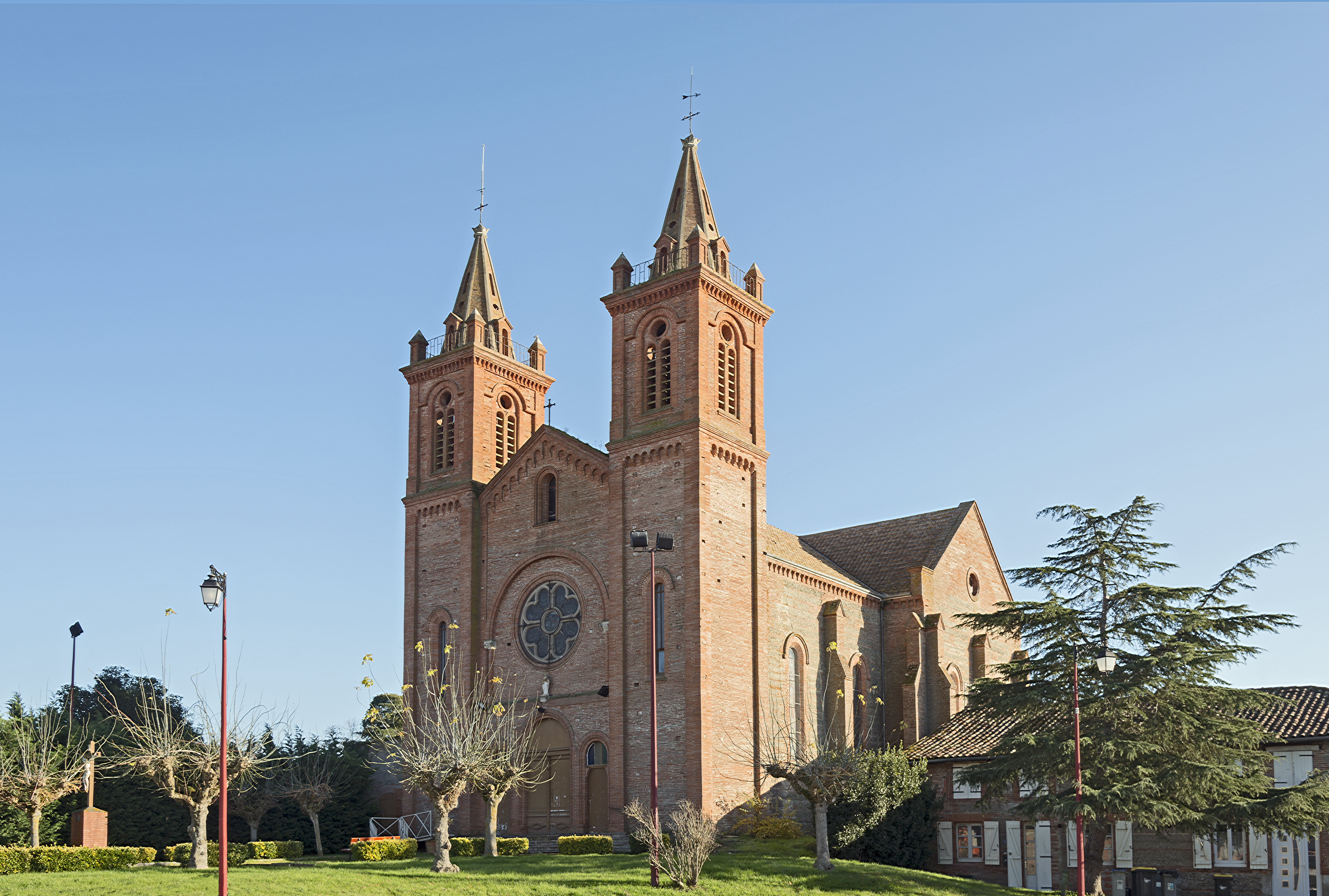
Biserica "Maica Domnului de Feuillade"
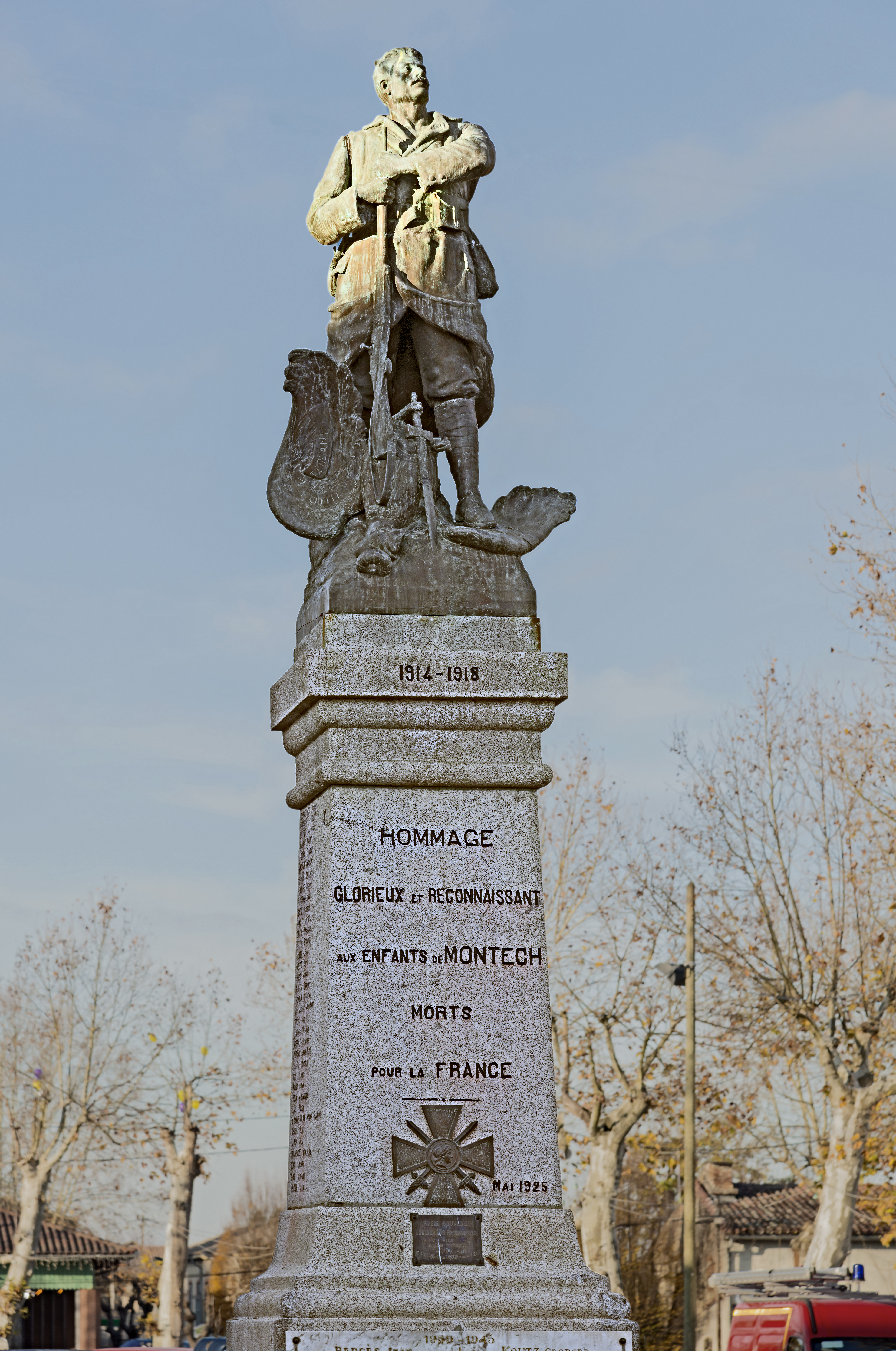
Memorialul de război
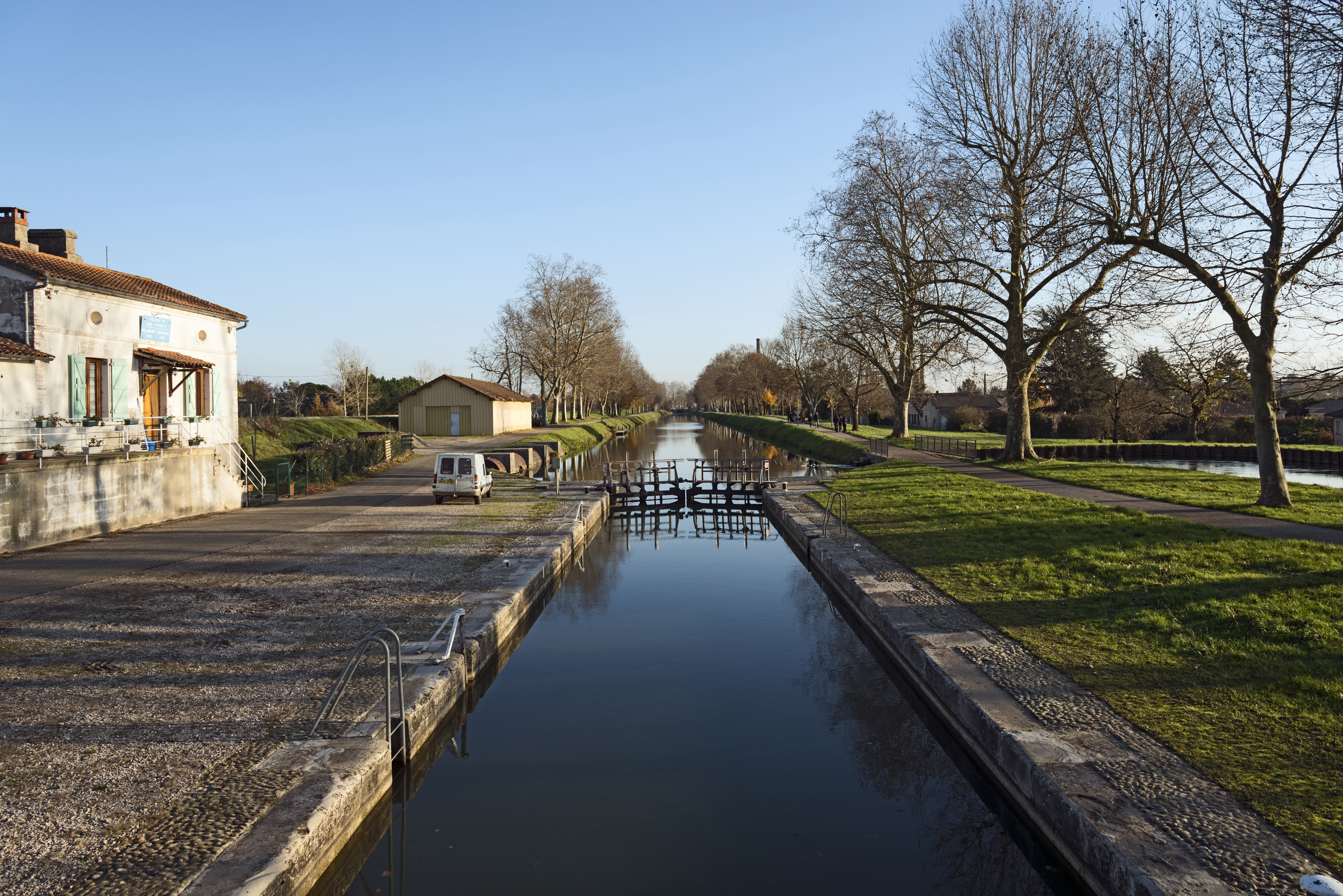
Canal blochează de Peyrets
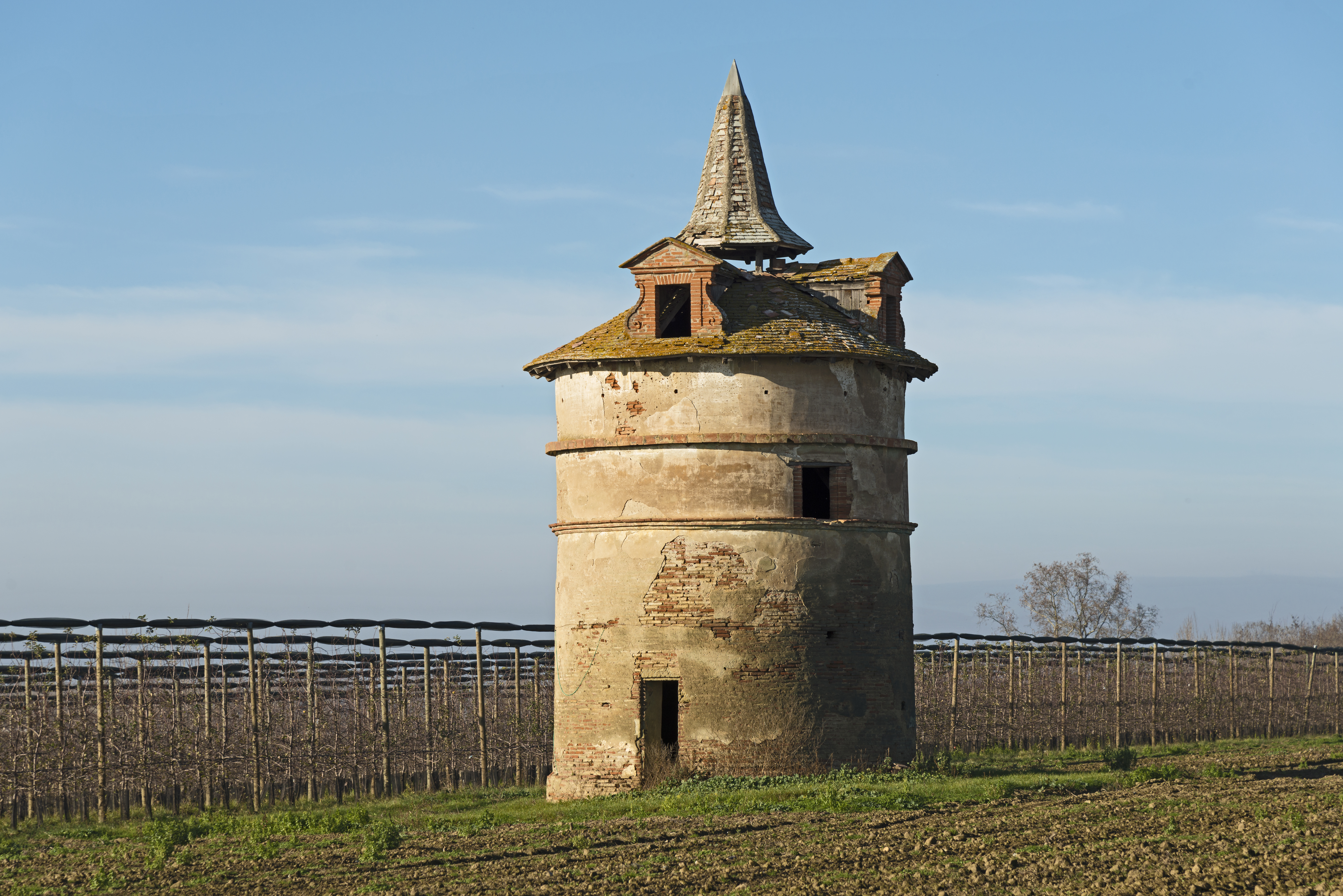
Porumbar Sf Cry